# La Tamponnaise
Maillots
La Tamponnaise est un club réunionnais de football basé au Tampon. Il est né des suites de la disparition de l'Union sportive stade tamponnaise, dix fois vainqueur du régional 1 réunionnais.

## Historique
À partir de la création du club, juste après la disparition de l'USST en 2014, le club en seulement quatre ans réussit à atteindre le régional 1, en 2018. Sa première saison dans l'élite du football réunionnais est même une réussite. Le club se maintient et obtient une sixième place au classement avec 63 points, soit 12 de plus que l'AS Capricorne (le barragiste de cette saison).
En 2018, la Tamponnaise atteint pour la première fois les trente deuxièmes de finale de la coupe de La Réunion puis bat son adversaire (l'ACF saint-louisien) sur le score de 3-0, pour ensuite gagner 4-2 en seizièmes de finale face à l'AS Saint-Phillipe. Le club perdra finalement en huitièmes de finale contre la SS saint-louisienne, 0-1.
La saison 2019 est dans la même lignée que 2018 avec une cinquième place, et 68 points (soit 5 de plus qu'en 2018). En coupe de La Réunion, le club remportera son match de seizièmes de finale contre l'étoile du sud sur le score de 5-1, puis gagnera 3-1 en huitièmes de finale contre l'AS Marsouins, avant de s'incliner sur le score de 0-1, en quarts de finale contre la JS saint-pierroise, futur vainqueur de la coupe.
En 2020, en raison de la crise sanitaire liée au covid-19, seul 13 des 26 journées prévues auront lieu. La Tamponnaise termine au huitième rang, avec dix points de retard sur l'AS Excelsior, sacré champion, et huit points d'avance sur l'ACF Piton Saint-Leu, barragiste. En 2021, les seize clubs du championnat de la réunion sont divisés en deux groupes de huit. La Tamponnaise se retrouve dans le groupe B, et réalise un excellent début de saison en étant premier de son groupe après la troisième journée. Cependant le rebond épidémique du covid touchant La Réunion durant cette période stoppe le championnat.  